# Seznam dílů seriálu Mistři medicíny
Toto je seznam dílů seriálu Mistři medicíny.
Tvůrci pořadu
- dramaturgyně: Hana Stibralová
- výkonná producentka: Tereza Podlipná
- kreativní producentka: Alena Müllerová
- scénář a režie: Viktor Polesný, Kamila Vondrová, Oskar Reif

## I. řada
- Pavel Kolář (fyzioterapeut)

Prof. PaedDr. Pavel Kolář, Ph. D. úspěšně léčí vrcholové sportovce i děti s neurovývojovými vadami.
4. 11. 2020 na ČT2
- Vladimír Beneš (1953)

Neurochirurg Vladimír Beneš se specializuje na arteriovenózní malformace, aneurysmata a nejsložitější mozkové nádory.
29. 7. 2023 na ČT2
- Jan Pirk

Prof. Jan Pirk je jedním z nejuznávanějších kardiochirurgů v Evropě.
19. 4. 2023 na ČT2
- Hana Roháčová

MUDr. Hana Roháčová je významná česká infektoložka.
25. 11. 2020 na ČT2
- Pavel Dungl

Ortoped prof. Pavel Dungl odoperoval třináct tisíc pacientů.
2. 12. 2020 na ČT2
- Lukáš Horčička

MUDr. Lukáš Horčička se dlouhodobě zabývá léčbou inkontinence, která je vysoce citlivým a tabuizovaným tématem.
9. 12. 2020 na ČT2
- Monika Arenbergerová

Doc. MUDr. Monika Arenbergerová, Ph. D., je přední česká dermatoložka, vědkyně a pedagožka.
6. 1. 2021 na ČT2
- Marko Babjuk

Prof. Marko Babjuk je český vědec a lékař v oboru urologie.
13. 1. 2021 na ČT2
- Drahomíra Baráková

Doc. MUDr. Drahomíra Baráková patří mezi naše přední oční mikrochirurgy.
20. 1. 2021 na ČT2
- Josef Veselka (lékař)

Prof. Josef Veselka, kardiolog se zaměřením na intervenční kardiologii.
3. 2. 2021 na ČT2
- Martin Anders

Doc. MUDr. Martin Anders pracuje jako specialista v oboru psychiatrie.
10. 2. 2021 na ČT2
- Robert Lischke

Prof. Robert Lischke je přední český odborník v hrudní chirurgii – transplantace plic, chirurgie plic a dýchacích cest, hrudní stěny a mediastina (mezihrudí), chirurgie jícnu a chirurgická léčba sarkomů měkkých tkání.
17. 2. 2021 na ČT2
- Jan Bartoníček

Prof. Jan Bartoníček je ortoped zabývající se anatomií pohybového aparátu.
24. 2. 2021 na ČT2

## II. řada
- Kateřina Rusinová

Uznávaná specialistka v oboru anesteziologie, intenzivní medicíny a paliativní medicíny.
11. 1. 2023 na ČT2
- Marek Svoboda

Specialista na onkologickou genetiku a prevenci a pedagog na Lékařské fakultě Masarykovy univerzity.
25. 1. 2023 na ČT2
- Jan Štulík

Český ortoped a chirurg specializující se na operaci páteře.
1. 2. 2023 na ČT2
- Anatolij Truhlář

Vedoucí lékař letecké záchranky v Hradci Králové a předseda České resuscitační rady
8. 2. 2023 na ČT2
- Lenka Špinarová

Vedoucí transplantačního programu při transplantacích srdce, specialistka na srdeční selhání a také odbornice v oboru echokardiografie.
15. 2. 2023 na ČT2
- Tomáš Šebek

Všeobecný chirurg působící v Nemocnici na Františku a také účastník misí Lékaři bez hranic.
22. 2. 2023 na ČT2
- Lucie Mouková

Onkologická gynekoložka působící na Masarykově onkologickém ústavu v Brně.
1. 3. 2023 na ČT2
- Martin Matějovič

Internista a přednosta I. interní kliniky v Plzni
15. 3. 2023 na ČT2
- Eva Topinková

Už téměř třicet let se geriatrií zabývá přednostka Geriatrické kliniky 1. LF UK a VFN v Praze, profesorka MUDr. Eva Topinková, CSc. Jako vedoucí subkatedry gerontologie a geriatrie IPVZ již od roku 1997 předává nejen své znalosti, ale především zaujetí pro svůj obor.
22. 3. 2023 na ČT2
- Jan Vojáček (lékař)

Špičkový kardiochirurg v Hradci Králové
29. 3. 2023 na ČT2
- Ivo Horný

Gastroenterolog ze strakonické nemocnice
12. 4. 2023 na ČT2
- Kamil Kalina

Český psychiatr, psycholog, adiktolog, vysokoškolský pedagog a také bývalý politik spolupracuje se sdružením SANANIM, neziskovou organizací působící v oblasti drogových závislostí.
19. 4. 2023 na ČT2
- Aleš Roztočil

Primář gynekologicko-porodnického oddělení působil v Nemocnici Jihlava, podílel se na rozvoji moderního porodnictví na Vysočině.
26. 4. 2023 na ČT2

## III. řada
- Lubomír Hašlík

Mezi světovou elitu patří gynekolog a porodník působící v Ústavu pro péči o matku a dítě v Praze Podolí, bez jehož zákroku by se řada dětí nikdy nenarodila.
14. 1. 2025 na ČT2
- Lucie Hrdličková (lékařka)

Odbornice v oboru dětské onkologie a hematologie z 2. LF UK a FN Motol, která aktivně rozvíjí obor paliativní péče u těžce nemocných a umírajících dětí.
21. 1. 2025 na ČT2
- Ladislav Pešl

Spolupráce kardiologie a kardiochirurgie ve prospěch nemocných je celoživotním krédem kardiologa, jehož motivací je dostupnost moderní kardiovaskulární péče pro pacienty Jihočeského kraje.
28. 1. 2025 na ČT2
- Eva Kubala Havrdová

Světově uznávaná neuroložka, která založila první centrum pro roztroušenou sklerózu.
1. 2. 2025 na ČT2
- Jiří Froněk

Úžasný lékař, úžasný člověk – transplantační chirurg a přednosta kliniky transplantační chirurgie v IKEM.
5. 2. 2025 na ČT2
- Magdalena Popelková

V oboru pneumologie je uznávanou odbornicí a psychický stav pacienta je pro ni prvotním cílem.
12. 2. 2025 na ČT2
- Jan Betka

Odborník v oblasti ORL i velký životní optimista a vedoucí kliniky Otorinolaryngologie 1. LF UK.
19. 2. 2025 na ČT2